# Hl. Großmärtyrer Georg (Mojković)
Die Kirche Hl. Großmärtyrer Georg (serbisch: Црква Светог великомученика Георгија, Crkva Svetog velikomučenika Georgija), ist eine serbisch-orthodoxe Kirche, im Dorf, Mojković, in Westserbien.
Die von 1935 bis 1936 erbaute und dem Hl. Großmärtyrer Georg geweihte Pfarrkirche, ist Sitz der Pfarrei Mojković, im Dekanat Rađevina, der Eparchie Šabac, der Serbisch-Orthodoxen Kirche.

## Lage
Mojković gehört zur Opština Krupanj im Okrug Mačva des westlichen Zentralserbien. Im Dorf lebten nach Volkszählung 2011 insgesamt 682 Einwohner. Die Bevölkerung im Ort stellen Serben.
Die Kirche steht im Dorfzentrum von Mojković. Im Kirchhof stehen neben der Kirche ein neugebautes Pfarrhaus, ein Kreuz und alte Grabdenkmäler.
Die Pfarrei Mojković besteht aus folgenden Dörfern: Mojković, Ravnaja, Brezovice und einem Teil des Dorfes Zavlaka. Alle Dörfer gehören zur Opština Krupanj. Derzeitiger Pfarreipriester (2018) ist Erzpriester Slobodan Krstić.

## Geschichte

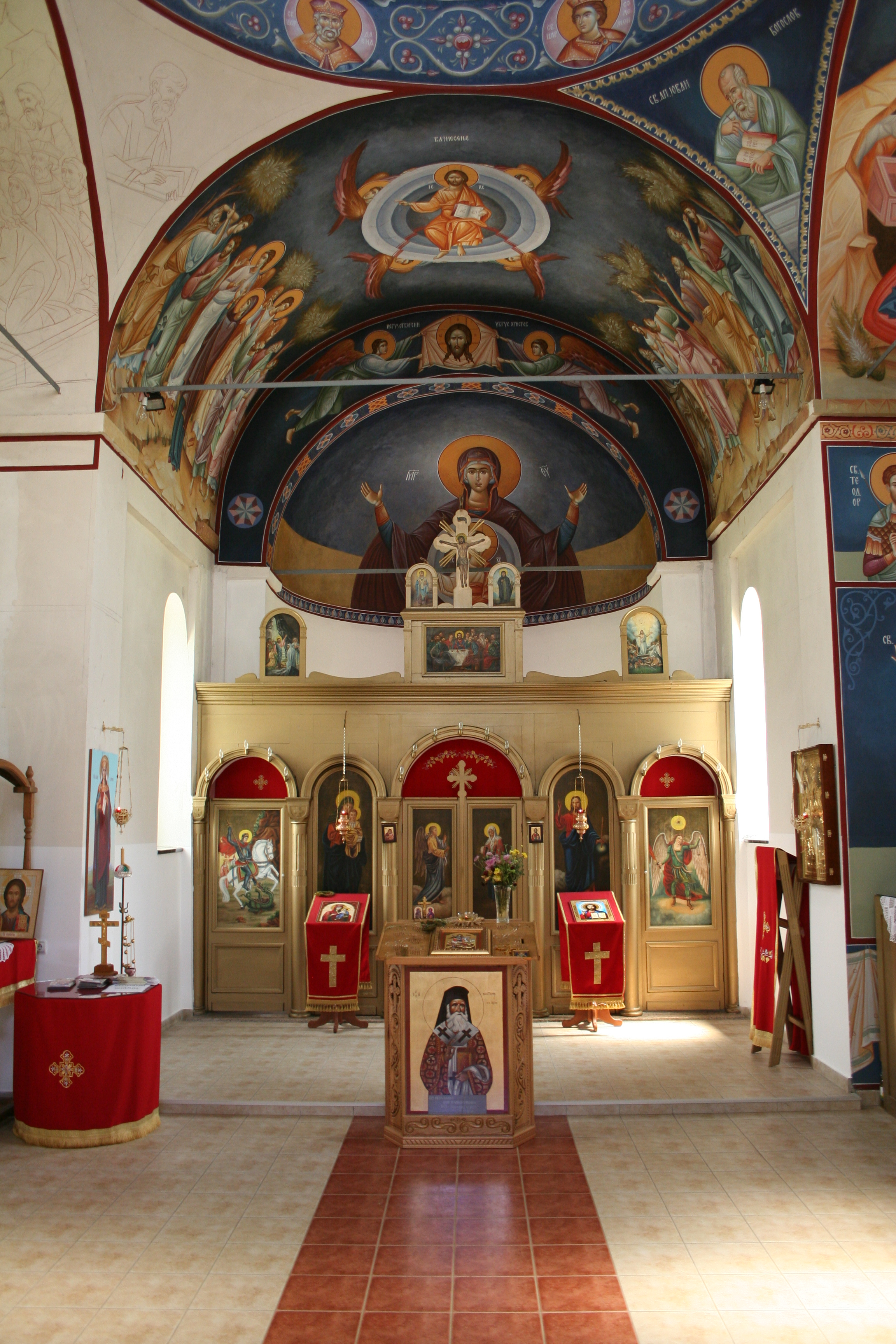
Die Ikonostase im Innenraum der Kirche

Der im Mai 1935 begonnene Kirchenbau wurde im Jahre 1936 fertiggestellt und am 25. Oktober 1936, vom Bischof, der damaligen Eparchie Šabac-Valjevo, Simeon, feierlich eingeweiht.
In der Krypta unterhalb des Altars ruhen die Gebeine der gefallenen Soldaten der Morava-Division der serbischen Armee. Siw waren Opfer der Schlacht am Jadar-Fluss im Jahre 1914 in der Anfangsphase des Ersten Weltkriegs.
Die Gebeine wurden aus rund 340 Erhebungen (Hügeln) auf dem Schlachtfeld geborgen und in die Kirche überführt.

## Architektur
Der Grundriss der Kirche ist ein griechisches Kreuz. Sie ist im Serbisch-byzantinischen Baustil erbaut worden. Über die Mitte des Kirchenschiffs, an der Kreuzung der Seitenarme, erhebt sich eine Rundkuppel. 
Eingänge in die Kirche befinden sich an der West-, Nord- und Südseite. Im Osten besitzt die Kirche eine Altar-Apsis. Von außen ist sie relativ schlicht gehalten.
Im Inneren wird die Kirche derzeit (2018) mit künstlerisch wertvollen byzantinischen Fresken bemalt. Ebenfalls verfügt sie, typisch für orthodoxe Kirchenbauten, über eine (hölzerne) Ikonostase mitsamt Ikonen.

## Galerie

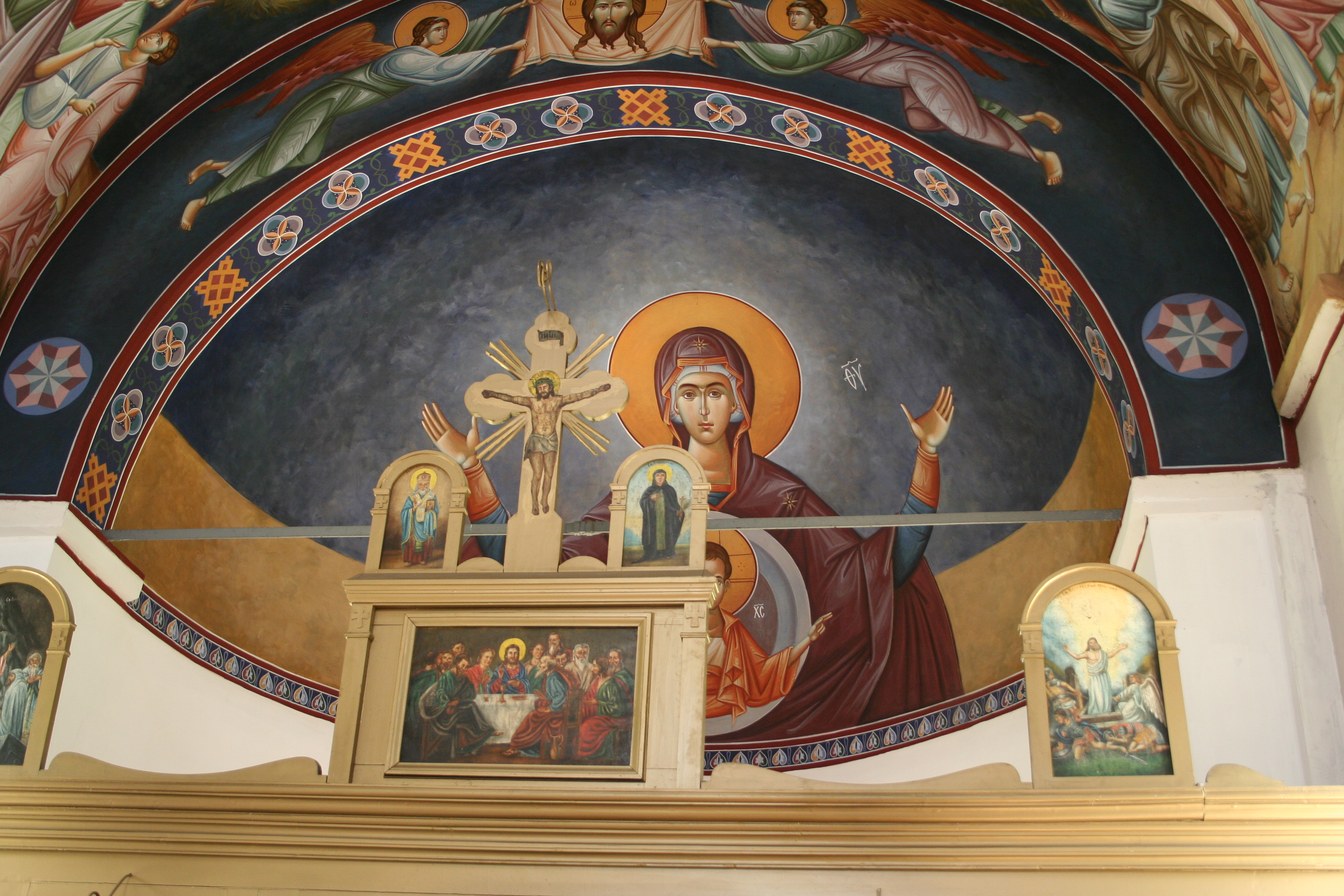
Fresko der Allerheiligen Gottesmutter Maria
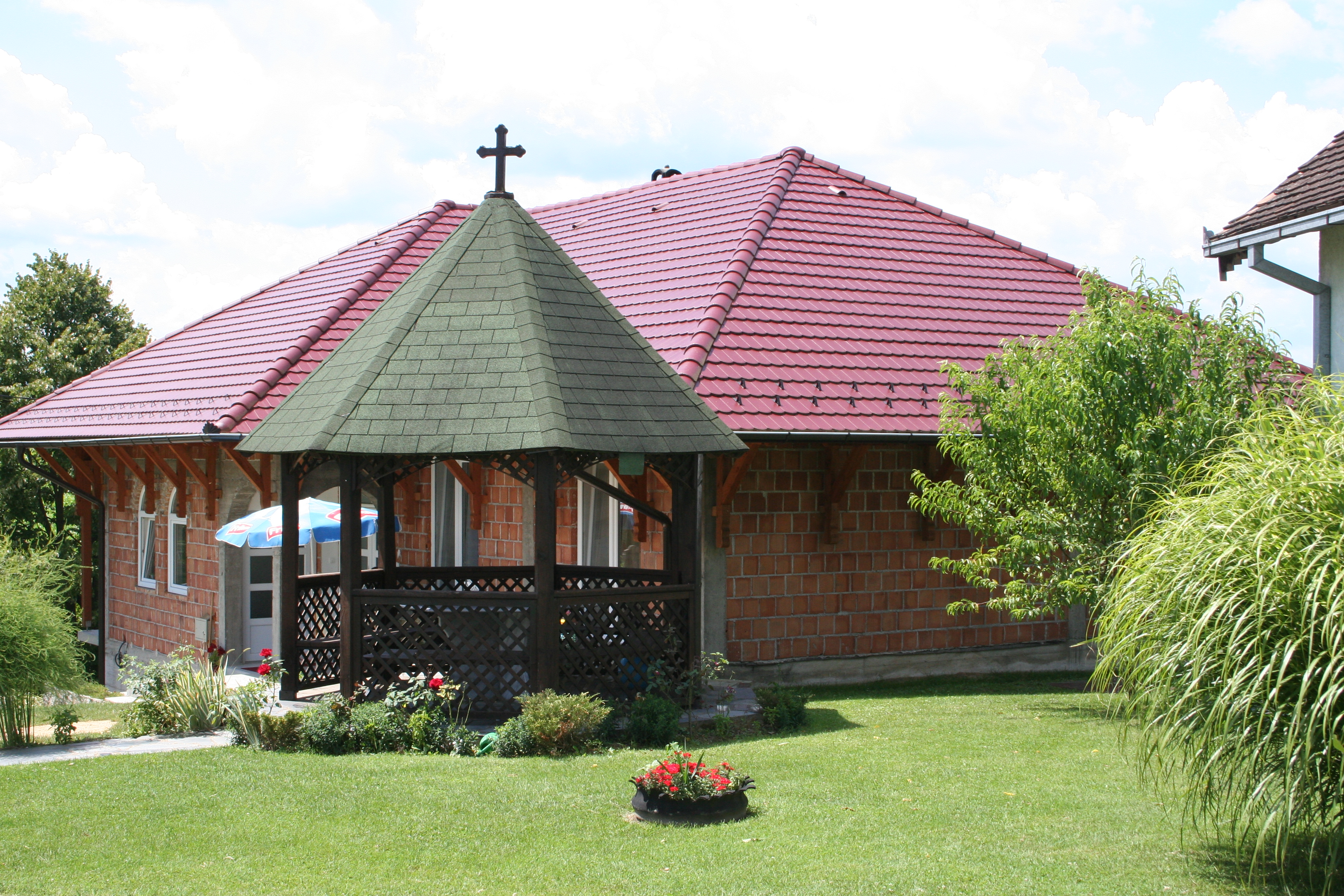
Das neuerbaute Pfarrhaus
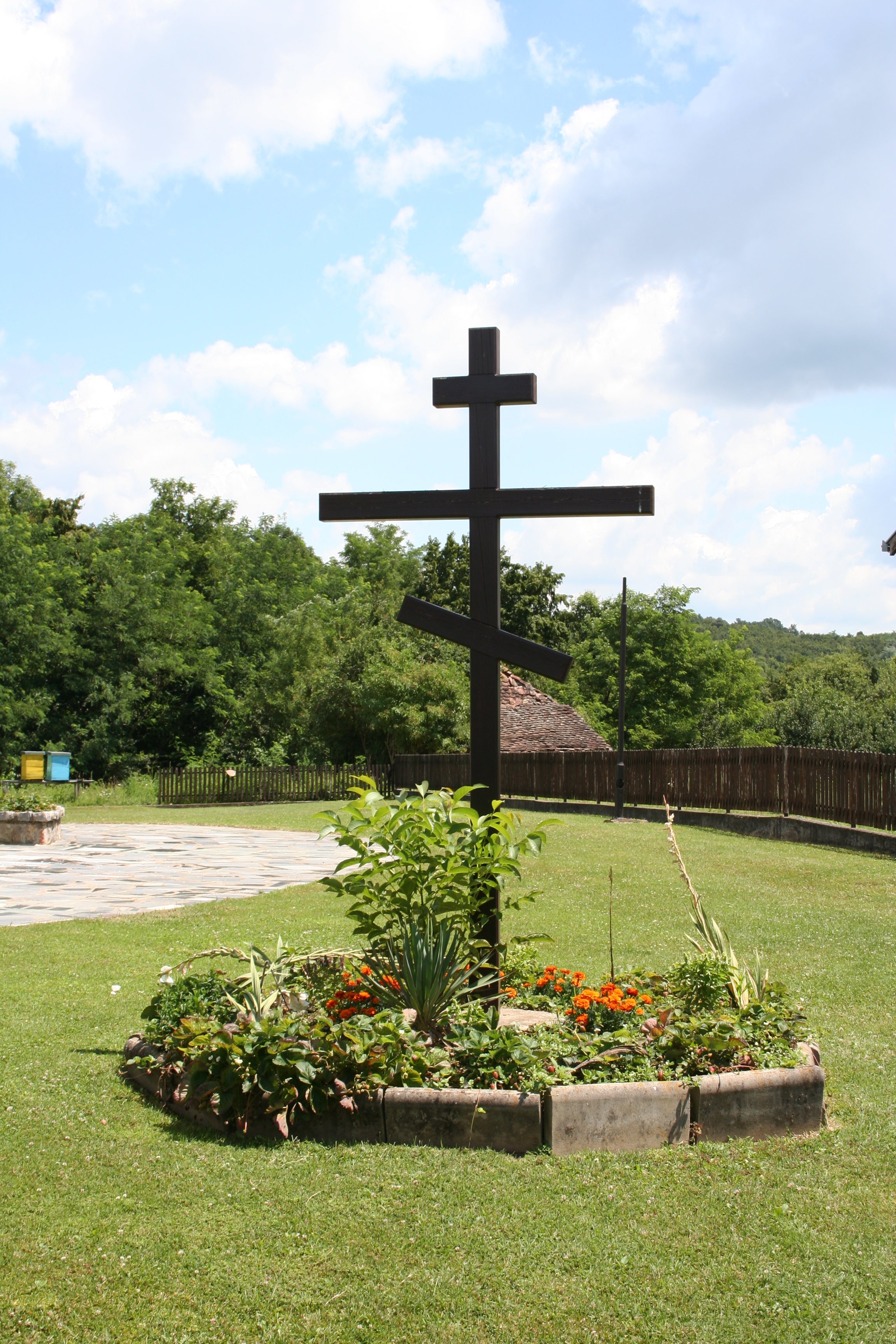
Das Holzkreuz im Kirchhof
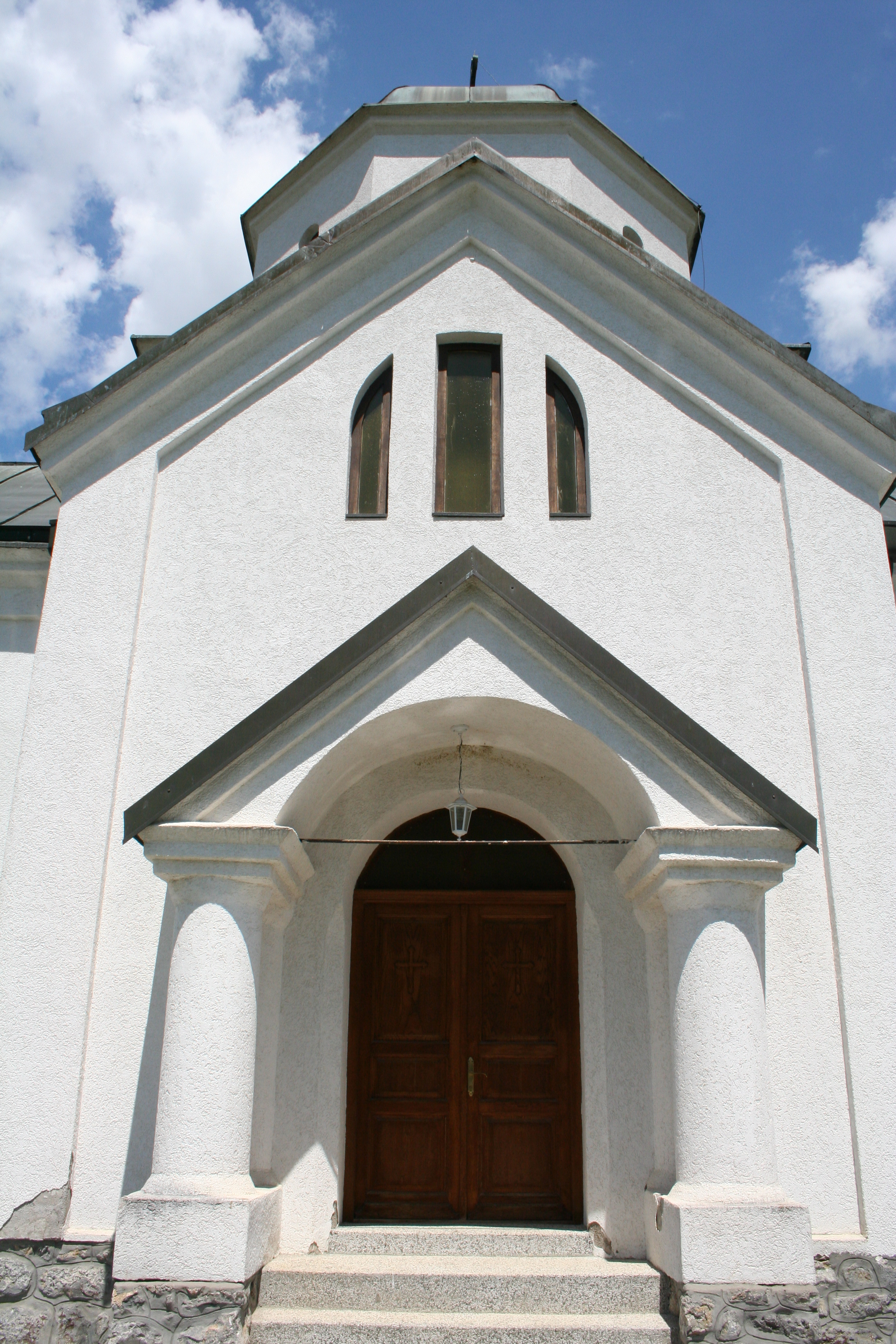
Westfassade der Kirche
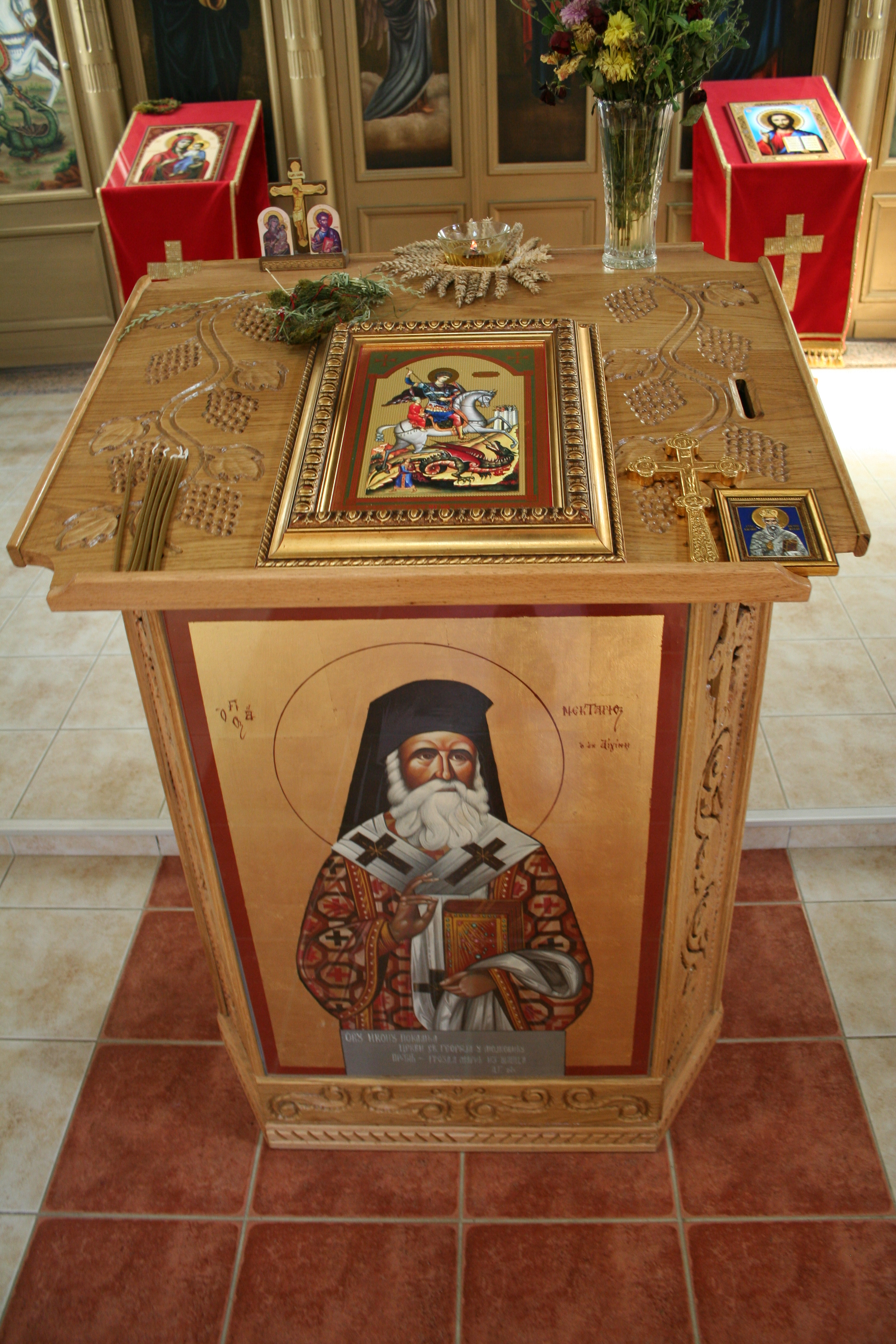
Ikonen im Kirchinnenraum
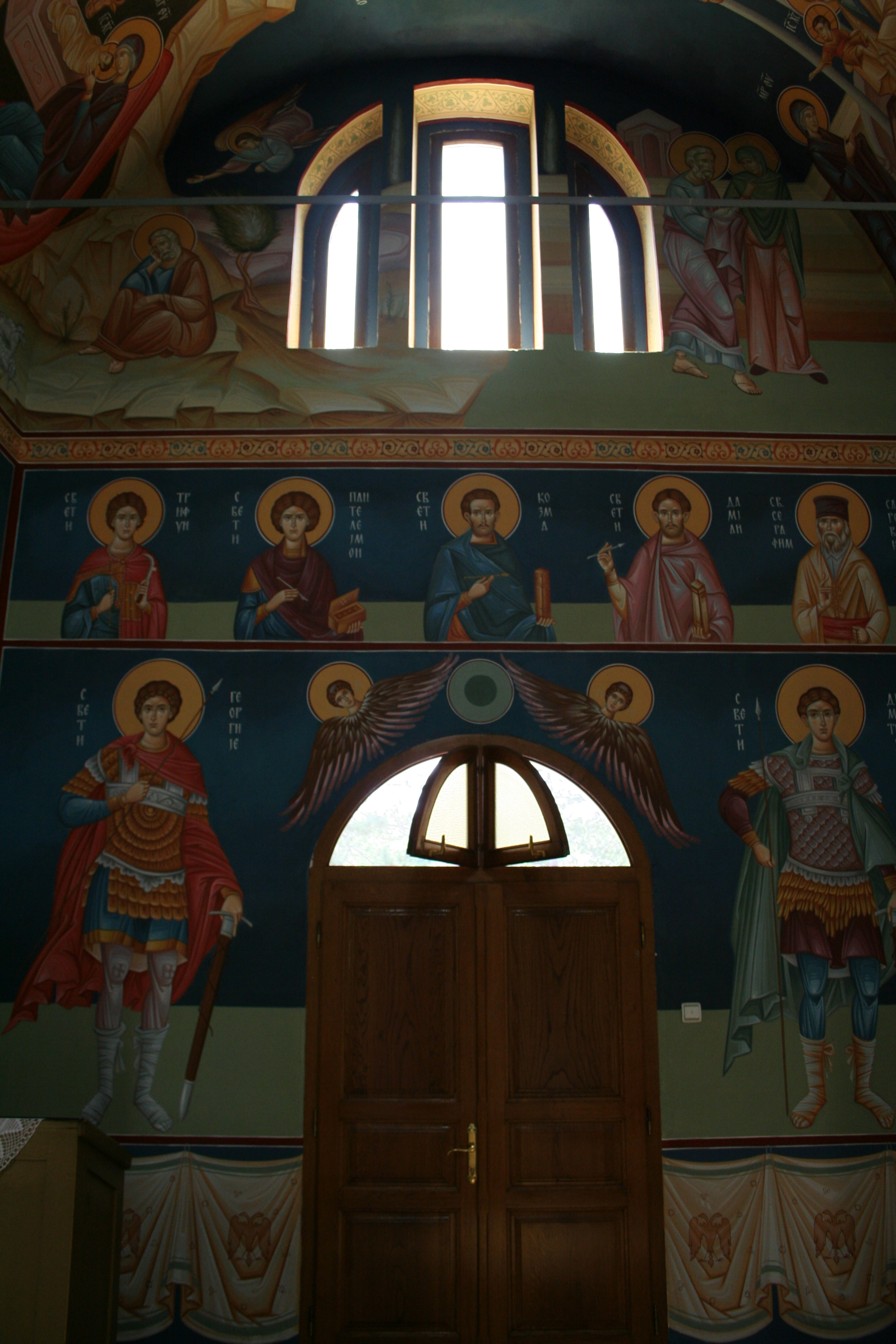
Heiligenfresken im Kircheninneren
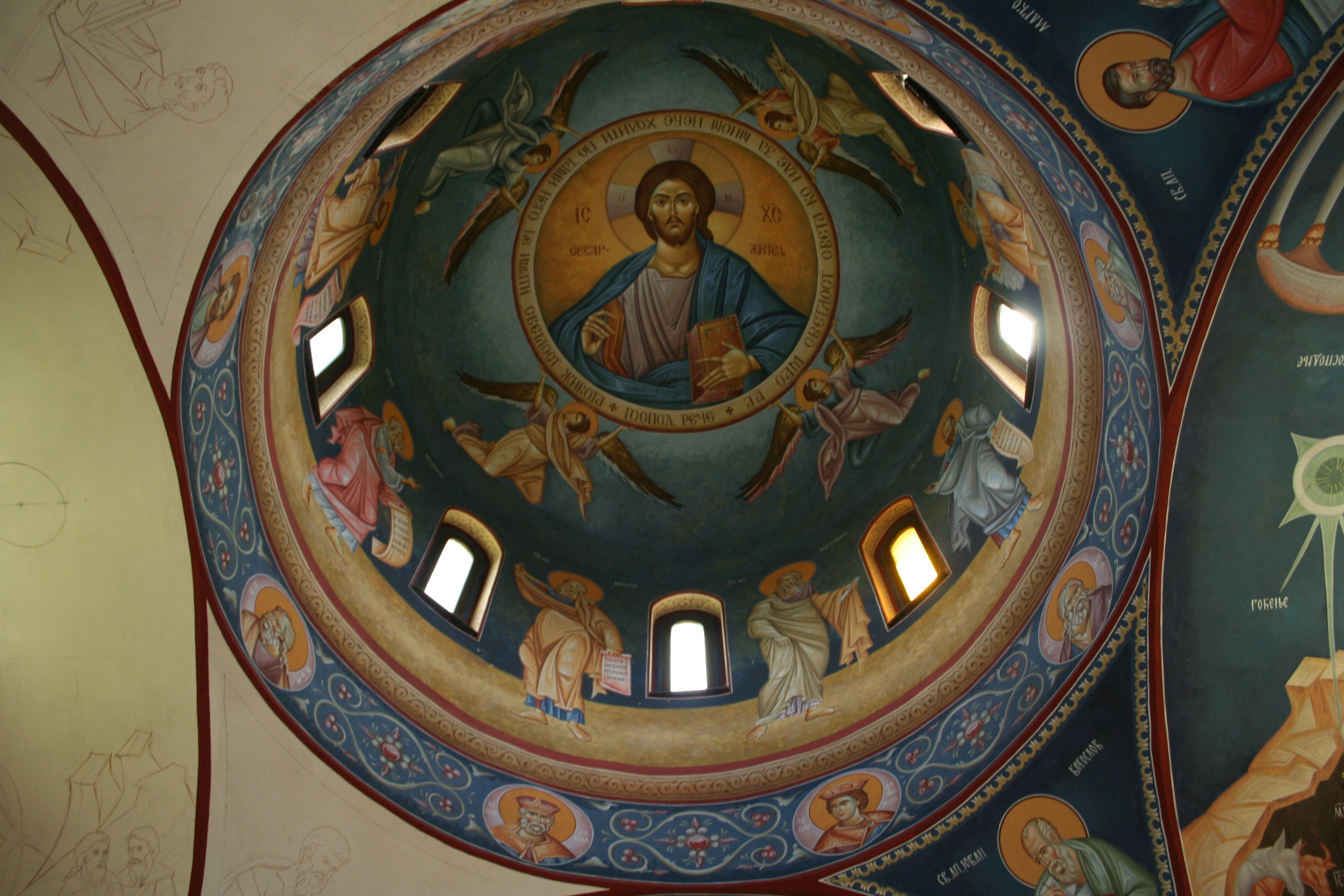
Fresko des Christus Pantokrator
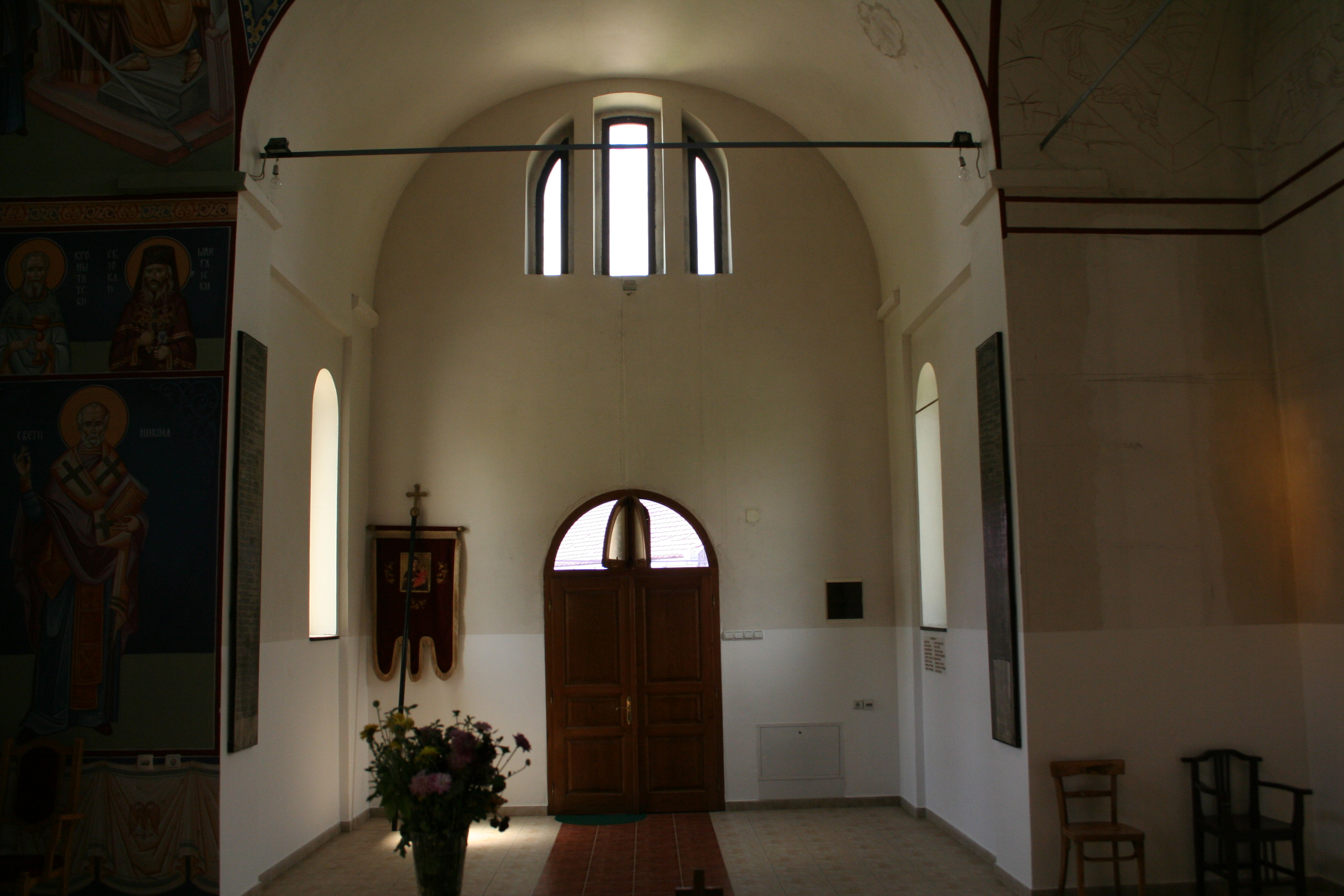
Blick auf die Westseite des Kirchinneren